# Daño indirecto al ADN

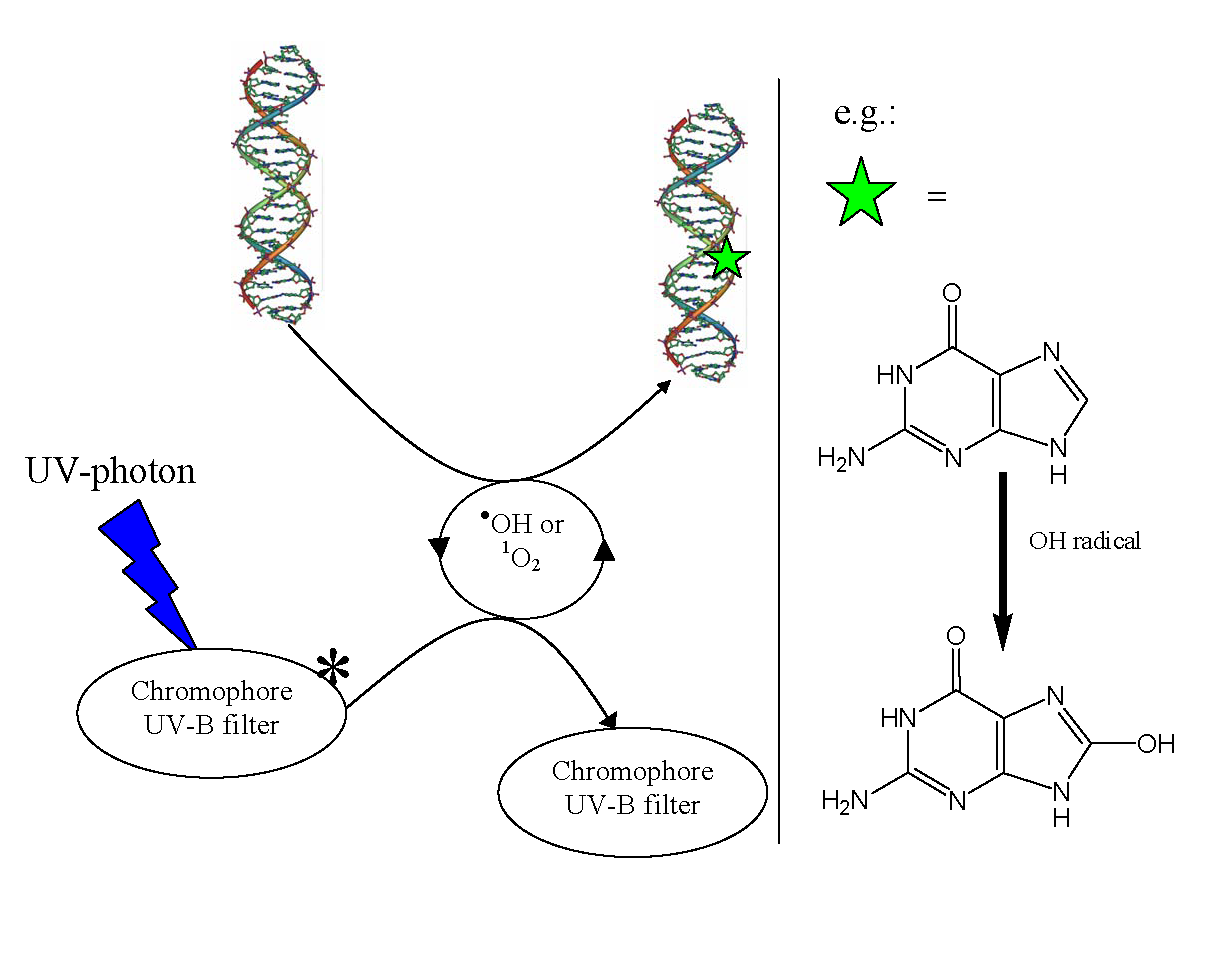
El cromóforo absorbé la radiación UV (* ONU en estado de excitación). Creación de oxígeno singlete (1O2) o hidroxilo rádical de la ONU (• OH), luego daña el ADN por oxidación.

El daño indirecto al ADN  ocurre cuándo un fotón de radiación UV es absorbido por la piel humana a partir de un cromóforo y este no tiene la capacidad de convertir la energía en calor inofensivo rápidamente. Las moléculas que no tienen esta capacidad tienen una larga vida en estado excitación, esto causa una alta probabilidad de reacciones bimoleculares. La melanina y el ADN tienen un tiempo de vida extremadamente corto en estado de excitación, unos cuantos femtosegundos (10−15s). En cambio estas substancias suelen sobrevivir entre 1,000 y 1,000,000 de veces más tiempo que la melanina, y por lo tanto pueden causar daños a las células vivientes que entren en contacto con ellas.
La molécula que originalmente absorbe el fotón se apellida "cromóforo". Las reacciones bimoleculares pueden ocurrir entre cualquier cromóforo excitado y el ADN o entre el cromóforo excitado y otra especie con lo cual se producen radicales libres y especie reactivo de oxígeno. Estas especies químicas reactivas generan la difusión del ADN y la reacción bimolecular que lesiona el ADN (estrés oxidativa). Es importante indicar que no hay ninguna señal de aviso o dolor en el cuerpo humano causada por este daño.
Las reacciones bimoleculares que causan el daño indirecto al ADN están ilustrados en la siguiente figura: {\displaystyle \mathrm {(Chromophore)^{*}+{}^{3}O_{2}\ {\xrightarrow {}}\ Chromophore+{}^{1}O_{2}} }
1O2 es el reactivo nocivo del oxígeno singlete:{\displaystyle \mathrm {{}^{1}O_{2}+intact\ DNA\ {\xrightarrow {}}\ {}^{3}O_{2}+damaged\ DNA} }

## Ubicación del daño
A diferencia del daño al ADN directo, el cual ocurre en las áreas directamente expuestas a la radiación UV-B, los radicales libres pueden viajar a través del cuerpo y afectar a otras áreas, posiblemente incluso órganos internos. La naturaleza ambulante del daño al ADN indirecto puede ser vista en el hecho que el melanoma maligno puede aparecer en partes del cuerpo que no están directamente iluminadas por el sol, a diferencia del basalioma y el carcinoma espinocelular que aparecen sólo en partes del cuerpo directamente iluminadas.